# Oldenburger Haus
Das Oldenburger Haus, In der Hörn 2, im niedersächsischen Schiffdorf-Wehdel, Ortsteil Altluneberg, im Landkreis Cuxhaven stammt aus der Mitte des 17. Jahrhunderts.
Aktuell (2024) wird es für kulturelle Zwecke genutzt.
Das Gebäude steht unter Denkmalschutz (siehe auch Liste der Baudenkmale in Schiffdorf).

## Geschichte und Beschreibung
Altluneberg bei Wehdel ist ein mittelalterliches kleines Haufendorf.
Die mecklenburgische Adelsfamilie von Oldenburg gelangte durch Heirat nach dem Aussterben der Luneberger Linie (Ritter von Luneberg) 1641 an das Rittergut. Sie errichtete sich hier ihren Adelssitz.
Die Gutsanlage auf einem erhöhten Grundstück wurde 1644 von der Familie errichtet und 1671 durch den nördlichen Teil der Diele und den quergelagerten Wohnteil erweitert. Sie besteht aus
- dem eingeschossigen langgestreckten, giebelständigen Wirtschaftsteil von 1644 als Zweiständer-Hallenhaustraggerüst mit leicht zur Mitte geneigten Hausständern und breiten profilierten Kopfbändern, in Fachwerk mit Steinausfachungen, mit reetgedecktem Krüppelwalmdach, am Wirtschaftsteil auf Knaggen auskragendem Niedersachsengiebel, der später nach Westen verbreiterten außermittigen Grooten Door mit geradem Abschluss, mit seit 1671 nördlichem, höheren Teil der Diele;
- dem eingeschossigen, dahinter querstehenden, traufständigen Gebäude von 1671 in Geschossbauweise mit Streben und Kopfbändern und in Fachwerk mit Steinausfachungen als unterkellerter Wohnteil mit reetgedecktem Krüppelwalm mit zwei Fledermausgauben, Feldsteinmauern im UG, mit zweifach über profilierten Knaggen vorkragendem Giebel. Innen war ein Saal mit Akanthusranken bemalter Holzdecke sowie hölzernen Viertel- und Halbsäulen an den Fenstern. Der Saal wurde später durch den Einbau von Zimmern zu einer Wohnung umgewandelt.[2]
- und dem eingeschossigen verbretterten nicht denkmalgeschützten Schuppen mit Satteldach.

Das Landesdenkmalamt befand u. a.: „ − Durch seine Größe und repräsentativen Elemente unterschied sich das sogenannte Oldenburger Haus von den typischen Wohn-/Wirtschaftsbauten der Region. – An der Erhaltung des Oldenburger Hauses besteht aus geschichtlichen und städtebaulichen Gründen wegen seiner orts- und baugeschichtlichen Bedeutung sowie wegen seines prägenden Einflusses sowohl auf das Ortsbild als auch auf das räumliche Gefüge der Gesamtanlage des ehemaligen Ritterguts ein öffentliches Interesse.“ 
Der Förderverein Oldenburger Haus verwaltet und unterhält nach der Sanierung von 1985 bis 1987 das Anwesen als Kultur- und Begegnungsstätte. Er führt Veranstaltungen (Theater, Musikabende, DIA-Vorträge, Lesungen, Ausstellungen und Basare) durch und vermietet Räume.